# Marianna Hercolani di Marsciano
Marianna Hercolani (Bologna, 10 aprile 1707 – Modena, 10 agosto 1788) è stata una nobile italiana.

## Biografia
Anna Maria Caterina Antonia Baldassarra, nasce il 10 aprile 1707 dal conte Astorre Francesco Hercolani (1669-1718) e dalla contessa Lucrezia Orsi (morta nel 1767).

Anna Maria (più tardi il nome diverrà Marianna, così infatti si firma nelle sue lettere) cresce nel ramo comitale della casa Hercolani, primaria famiglia senatoria bolognese. Dopo la morte del padre, avvenuta quando Marianna aveva solo undici anni, viene educata nel collegio modenese delle Salesiane e in questa città sarà il nonno paterno Giovan Gioseffo Orsi a combinare le nozze nel 1722 con il conte Alessandro di Marsciano, Patrizio modenese, romano e orvietano, con la dote di 50.000 lire più altre 15.000 lire di apparati suddivise equamente tra contanti e beni in specie. Il marito di Marianna, risultava allora vedovo della contessa piacentina Renea Scotti di Agazzano (1694-1719), dama della Croce Stellata, sposata nel 1716, dalla quale due anni dopo le nozze aveva avuto la figlia Maria. La coppia va a vivere nel palazzo che era stato dei Rangoni e poi dei conti Forni su piazza San Domenico a Modena.

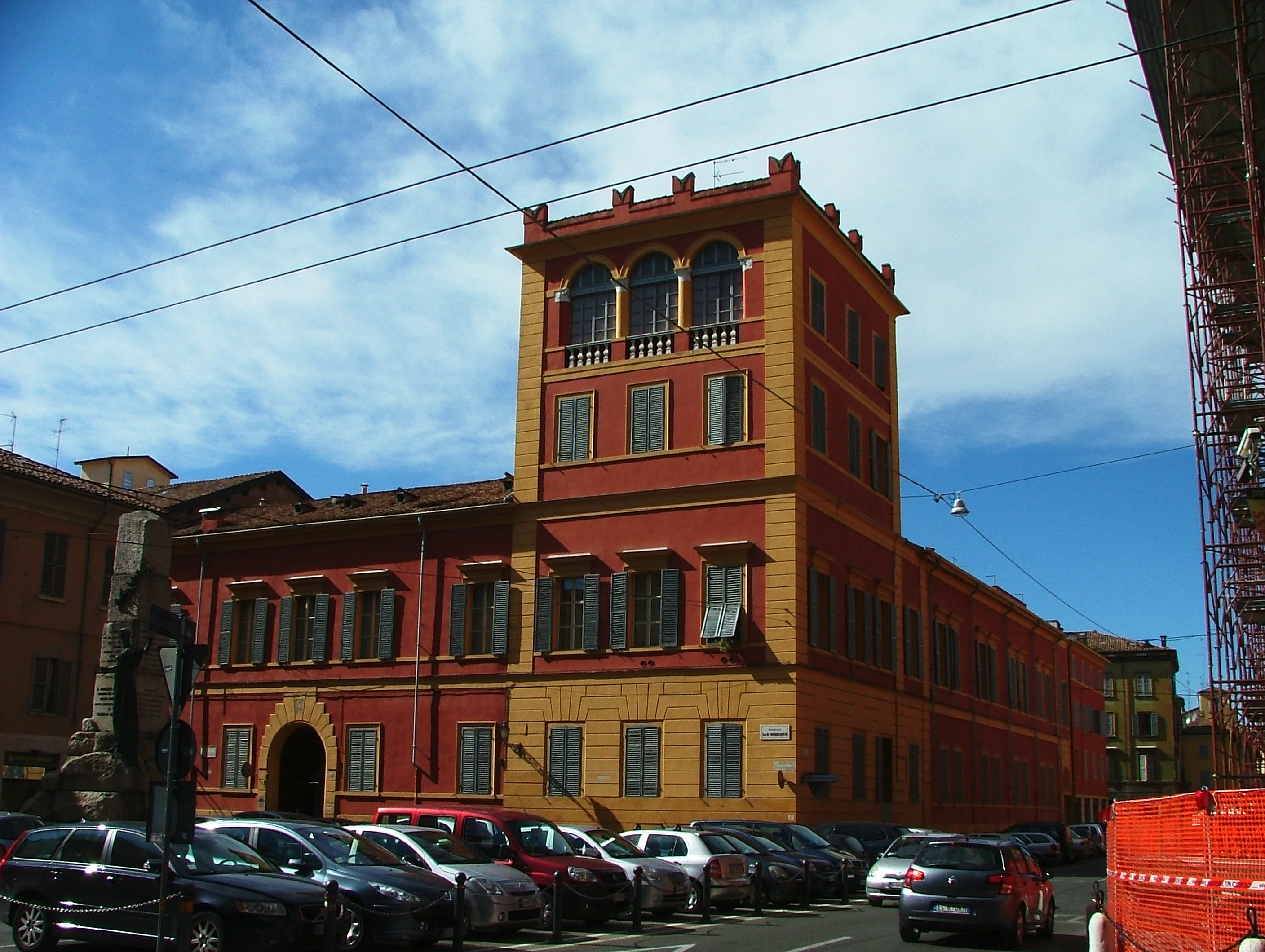
Il palazzo dove Marianna andrà a vivere dopo le nozze. Già palazzo dei Rangoni, passa poi ai Marsciano rimanendo della famiglia per quasi tutto il '700.

Marianna Hercolani nell’agosto del 1752 si reca a Vienna per portare due suoi giovani figli in educazione, offerta dall'imperatrice. In realtà questo è un motivo secondario, perché è spinta da monsignor Giuliano Sabbatini, vescovo di Modena e inviato ducale nelle maggiori corti europee e molto considerato dall’imperatrice Maria Teresa d'Austria, per trattare segretamente il matrimonio della piccola Maria Beatrice Ricciarda d’Este con l'arciduca secondogenito dell'imperatrice, Carlo Giuseppe d'Asburgo-Lorena. Il contratto viene chiuso a Vienna nel maggio dell’anno successivo (anche se in realtà il matrimonio avverrà poi con l'arciduca Ferdinando per la morte prematura dell'arciduca Carlo).
Nel secondo viaggio a Vienna di Marianna, avvenuto nel 1766 per accompagnare il fratello Marcantonio Hercolani, l'Imperatrice concederà a Marianna il privilegio della "grande entrata nei suoi appartamenti" e le due donne rimarranno per tutta la loro vita in contatto epistolare.
Marianna è stata alla corte estense di Modena Dama della Crociera nella Promozione del 3 Maggio 1732, poi Prima dama d’Onore, Maggiordoma Maggiore di S.A.S. di Modena dal 1770 alla corte di Francesco III d'Este. Muore a Modena il 10 agosto del 1788 e viene sepolta nella chiesa di S. Domenico.